# Ізабель Марі Ґозе
Ізабель Марі Ґозе (нім. Isabel Marie Gose, 9 травня 2002) — німецька плавчиня.
Учасниця Олімпійських Ігор 2020 року.
Призерка Чемпіонату Європи з водних видів спорту 2018 року.
Призерка Чемпіонату Європи з плавання на короткій воді 2019 року.